# Sylknotterskinn
Sylknotterskinn (Hypochnicium cymosum) är en svampart som tillhör divisionen basidiesvampar, och som först beskrevs av Donald Philip Rogers och Herbert Spencer Jackson, och fick sitt nu gällande namn av Karl-Henrik Larsson och Kurt Egon Hjortstam. Sylknotterskinn ingår i släktet Hypochnicium, och familjen Meruliaceae. Enligt den svenska rödlistan är arten sårbar i Sverige. Arten förekommer i Götaland. Artens livsmiljö är skogslandskap.